# Миочић
Миочић је насељено мјесто у саставу града Дрниша, у сјеверној Далмацији. Налази се у Шибенско-книнској жупанији, Република Хрватска.

## Географија
Налази се на сјевероисточном ободу Петровог поља, у подножју планине Свилаје. Насеље је удаљено око 7 км сјевероисточно од Дрниша.

## Историја
Миочић се од распада Југославије до августа 1995. године налазио у Републици Српској Крајини.

## Култура
У селу се налази храм Српске православне цркве Св. Јована Крститеља из 1934. године.

## Становништво
Према попису становништва из 2001. године, Миочић је имао 47 становника. Насеље је према попису становништва из 2011. године имало 70 становника.
| Националност       | 2001.       | 1991.        | 1981.        | 1971.        | 1961.        |
| Срби               | 36 (76,59%) | 402 (96,86%) | 415 (92,42%) | 555 (97,19%) | 648 (98,33%) |
| Хрвати             | 8 (17,02%)  | 10 (2,40%)   | 9 (2,00%)    | 5 (0,87%)    | 11 (1,66%)   |
| Југословени        |             | 2 (0,48%)    | 24 (5,34%)   | 6 (1,05%)    |              |
| остали и непознато | 3 (6,38%)   | 1 (0,24%)    | 1 (0,22%)    | 5 (0,87%)    |              |
| Укупно             | 47          | 415          | 449          | 571          | 659          |

| Демографија | Демографија | Демографија |
| Година      | Становника  | Становника  |
| ----------- | ----------- | ----------- |
| 1857.       | 414         |             |
| 1869.       | 418         |             |
| 1880.       | 447         |             |
| 1890.       | 496         |             |
| 1900.       | 545         |             |
| 1910.       | 600         |             |
| 1921.       | 536         |             |
| 1931.       | 640         |             |
| 1948.       | 642         |             |
| 1953.       | 663         |             |
| 1961.       | 659         |             |
| 1971.       | 571         |             |
| 1981.       | 449         |             |
| 1991.       | 415         |             |
| 2001.       | 47          |             |
| 2011.       |             | 70          |

## Попис 1991.
На попису становништва 1991. године, насељено место Миочић је имало 415 становника, следећег националног састава:
| Попис 1991.‍  | Попис 1991.‍  | Попис 1991.‍ | Попис 1991.‍ | Попис 1991.‍ |
| ------------ | ------------ | ----------- | ----------- | ----------- |
|              |              |             |             |             |
| Срби         | Срби         |             | 402         | 96,86%      |
| Хрвати       | Хрвати       |             | 10          | 2,40%       |
| Југословени  | Југословени  |             | 2           | 0,48%       |
| неопредељени | неопредељени |             | 1           | 0,24%       |
| укупно: 415  |              |             |             |             |

## Презимена
- Бељан — Православци, славе Св. Јована
- Ветнић — Православци, славе Св. Јована
- Влајић — Православци, славе Св. Јована
- Вуковић — Православци, славе Св. Козму и Дамјана
- Дедић — Православци, славе Св. Архангела Михајла
- Малешевић — Православци, славе Св. Јована
- Мартић — Православци, славе Св. Јована
- Милетић — Православци, славе Св. Јована
- Мирчета — Православци, славе Св. Јована
- Мирчетић — Православци, славе Св. Јована
- Павлић — Православци, славе Св. Козму и Дамјана
- Ракетић — Православци, славе Лазареву Суботу
- Школопија — Православци, славе Св. Јована